# Vatulele
Vatulele Island är en ö i Fiji.   Den ligger i divisionen Västra divisionen, i den sydvästra delen av landet, 100 km sydväst om huvudstaden Suva. Arean är 31 kvadratkilometer.
Terrängen på Vatulele Island är mycket platt. Öns högsta punkt är 42 meter över havet. Den sträcker sig 12,4 kilometer i nord-sydlig riktning, och 6,1 kilometer i öst-västlig riktning.